# なまいきシャルロット
『なまいきシャルロット』（仏: L'Effrontée、「生意気娘」の意）は、1985年のフランス映画。クロード・ミレール監督。
ベルナデット・ラフォンがセザール賞助演女優賞を、当時14歳のシャルロット・ゲンズブールがセザール賞新人女優賞をそれぞれ受賞。

## あらすじ
13才のシャルロットは湖畔の田舎町に住み、最近は何もやる気が起こらない。夏休みに入ったが、来月に祖父の家に行く以外に予定がないシャルロット。彼女には年下で隣人のルルという友人がおり、姉妹のように接していた。
ある日、スポーツカーに乗った男・サムに道を尋ねられるシャルロット。彼は天才ピアニスト・クララのマネージャーで、車にはシャルロットと同い年の美少女クララが乗っていた。
コンサート用の椅子の修理のために、旋盤工場へ行くクララを案内するシャルロット。クララに興味を持ったシャルロットは完成した椅子の配達に便乗し、クララの宿泊先に潜り込んだ。それは湖畔の大豪邸で、クララは大勢の大人に囲まれて過ごしていた。シャルロットがうろついていても、ファンだろうと気に留めない大人たち。同い年のシャルロットが気に入ったクララは、7月中の付き人になって欲しいと依頼した。
旋盤工場で働く年上のジャンに言い寄られ、逃げ出すシャルロット。付き人の依頼の真意が不明なまま、クララのコンサートが始まった。演奏中にルルが「シャルロットに去って欲しくない」と叫び、自分まで会場を出る羽目に陥るシャルロット。
マネージャーのサムに、付き人の依頼を確認するシャルロット。だが結局、シャルロットは病弱なルルのために居残った。「自由になるために残った」と、ルルの療養に付き合うシャルロットで物語は終る。

## キャスト
※括弧内は日本語吹替（VHS版）
- シャルロット・キャスタン - シャルロット・ゲンズブール（小川範子）： 13歳の少女。
- クララ・ボーマン - クロチルド・ボードン（渕崎ゆり子）： 13歳の天才ピアニストの美少女。
- ルル - ジュリー・グレン（フランス語版）（堀絢子）： 近所の少女。
- レオーヌ - ベルナデット・ラフォン（沢田敏子）： キャスタン家の家政婦。
- サム - ジャン＝クロード・ブリアリ（嶋俊介）： クララのマネージャ。
- ジャン - ジャン＝フィリップ・エコフェ（フランス語版）（大塚芳忠）： 旋盤工の青年。
- アントワーヌ・キャスタン - ラウール・ビレリー（フランス語版）（加藤正之）： シャルロットの父。
- ジャッキー・キャスタン - シモン・ド・ラ・ブロス（フランス語版）（井上和彦）： シャルロットの兄。